# Leuchtturm Kampen
Der Leuchtturm Kampen (auch Leuchtturm Rotes Kliff, Rote Kliff, oder Langer Christian) steht bei Kampen auf dem Geestkern der Insel Sylt. Der weiße Turm trägt ein schwarzes Band.

## Geschichte

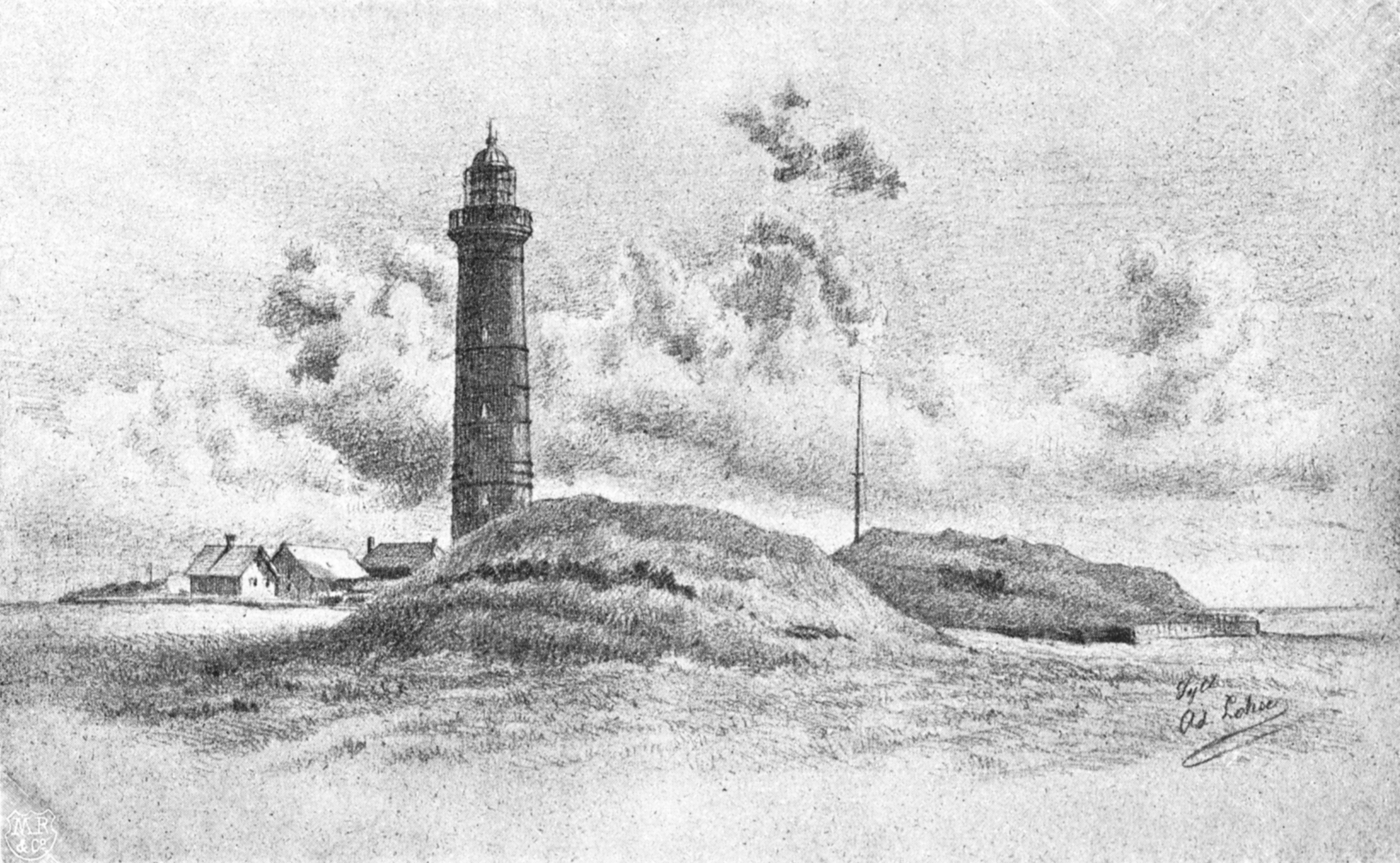
Leuchtturm Kampen mit Hünengräbern um 1895

Zu der Zeit, als Sylt zum dänischen Königreich gehörte, erteilte König Friedrich VII. von Dänemark im Jahre 1853 den Auftrag, einen Leuchtturm auf dem höchstgelegenen Punkt der Insel, dem Roten Kliff zu errichten. Der ursprüngliche Name dieses Leuchtfeuers war daher Rotes Kliff. Die Umbenennung in Leuchtturm Kampen erfolgte 1975. Am 1. März 1856 erstrahlte zum ersten Mal sein Feuer. Der ursprünglich verwendete Leuchtapparat mit Petroleumspeisung war zur damaligen Zeit eine technische Revolution, die 1855 auf der Weltausstellung in Paris gezeigt wurde.
Der Turm wurde aus gelben Bornholmer Klinkern gemauert. Eisenringe, die 1875 zusätzlich als eiserne Korsettringe um den Turm gelegt wurden, geben dem Bauwerk zusätzliche Festigkeit.
Bis zum Jahre 1953 war der Turm gelb-grau, die Farbe der verwitterten Klinker. Erst dann erhielt er seine markante schwarz-weiße Tageskennung.
In den ersten Jahren nach seiner Errichtung wurde der Leuchtturm ein beliebter Anziehungspunkt für Gäste und Einheimische. Erhaltene Gästebücher aus den 1870er und 1880er Jahren belegen dies nachdrücklich. Damals konnte der Turm – anders als heute – noch besichtigt und bestiegen werden. Er bot den Besuchern einen spektakulären Blick über weite Teile der Insel.
Im Jahre 1929 erfuhr der Turm seinen bis dahin größten Umbau, das Lampenhaus wurde komplett umgebaut und der Leuchtturm von Petroleum- auf Elektrobetrieb umgestellt.
Seit 1977 gibt es in Kampen keine Leuchtfeuerwärter mehr, seitdem wird der Turm, wie alle noch aktiven Sylter Leuchtfeuer, über eine Funkschaltuhr ferngesteuert. Sein Feuer erwacht etwa eine Stunde vor Sonnenuntergang und erlischt eine Stunde nach Sonnenaufgang.
Nur einmal in seiner gut 150-jährigen Geschichte musste der Turm um seine Existenz bangen. Pläne der Wehrmacht sahen vor, große Teile der Braderuper Heide – in der auch der Turm steht – für den Ausbau des Fliegerhorstes einzuebnen und den Kampener Leuchtturm zu sprengen. Diese Pläne wurden jedoch mit der Besetzung Dänemarks und Norwegens hinfällig, da die strategische Bedeutung Sylts nun erheblich abgenommen hatte.
In den Jahren 2004 und 2005 wurde der Turm aufwändig saniert und war dazu über mehrere Monate komplett eingerüstet. Am 4. Juni 2006 gab es anlässlich des 150-jährigen Bestehens des Leuchtfeuers ein großes „Turmfest“; dort gab es die seltene Gelegenheit, den frisch renovierten Turm zu besichtigen und zu besteigen. Die Eintrittskarten dazu wurden verlost.

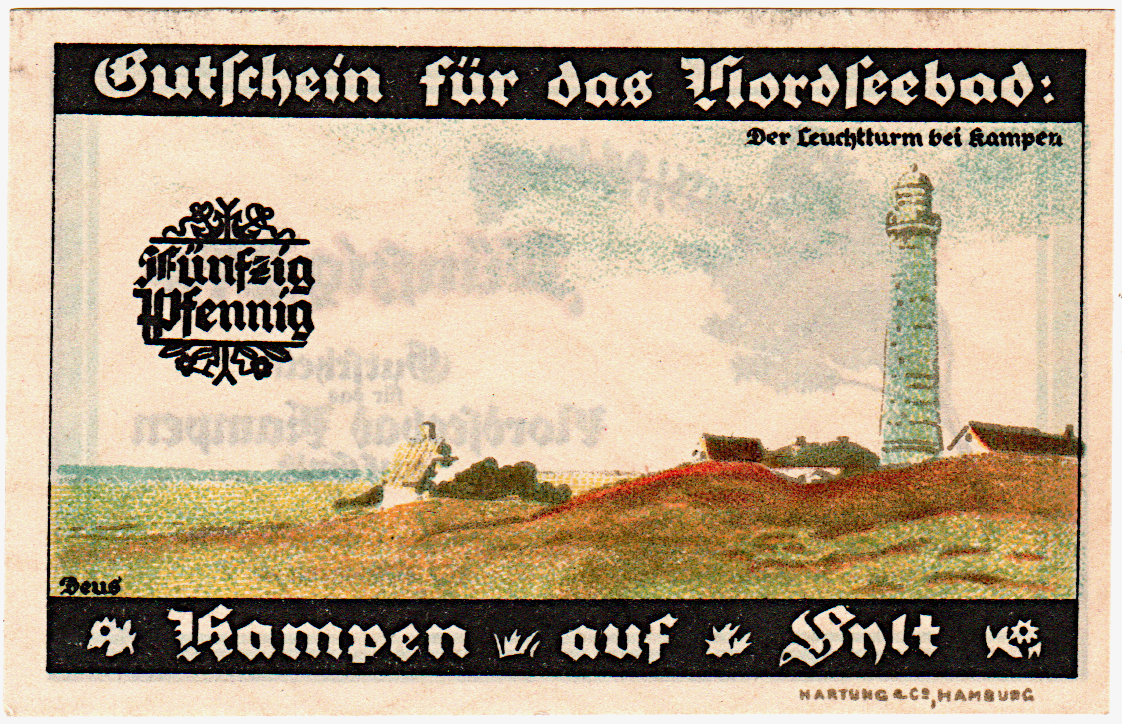
Der Leuchtturm Kampen auf einem Notgeldschein aus Kampen von 1921
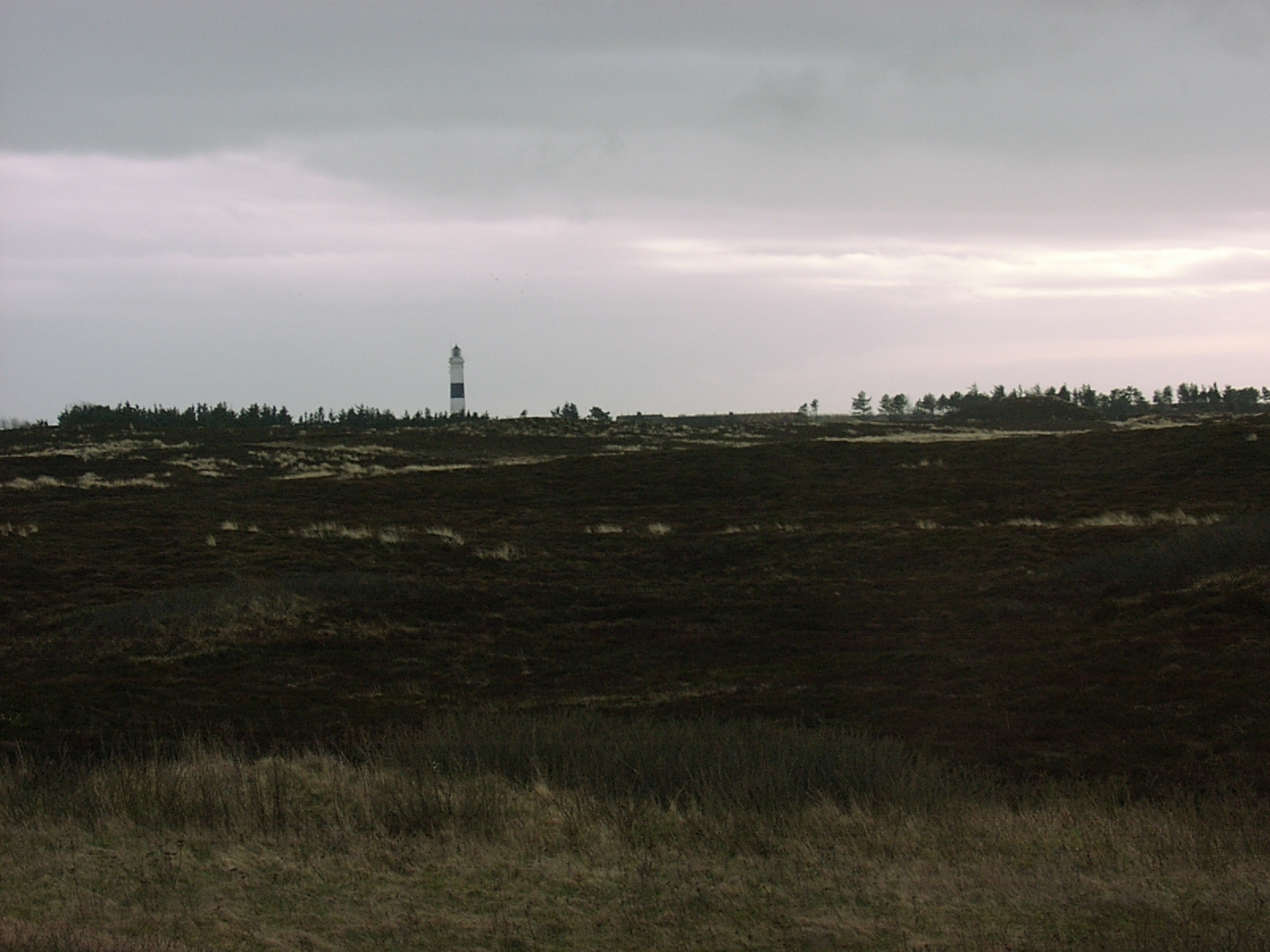
Blick aus der Braderuper Heide auf den Leuchtturm
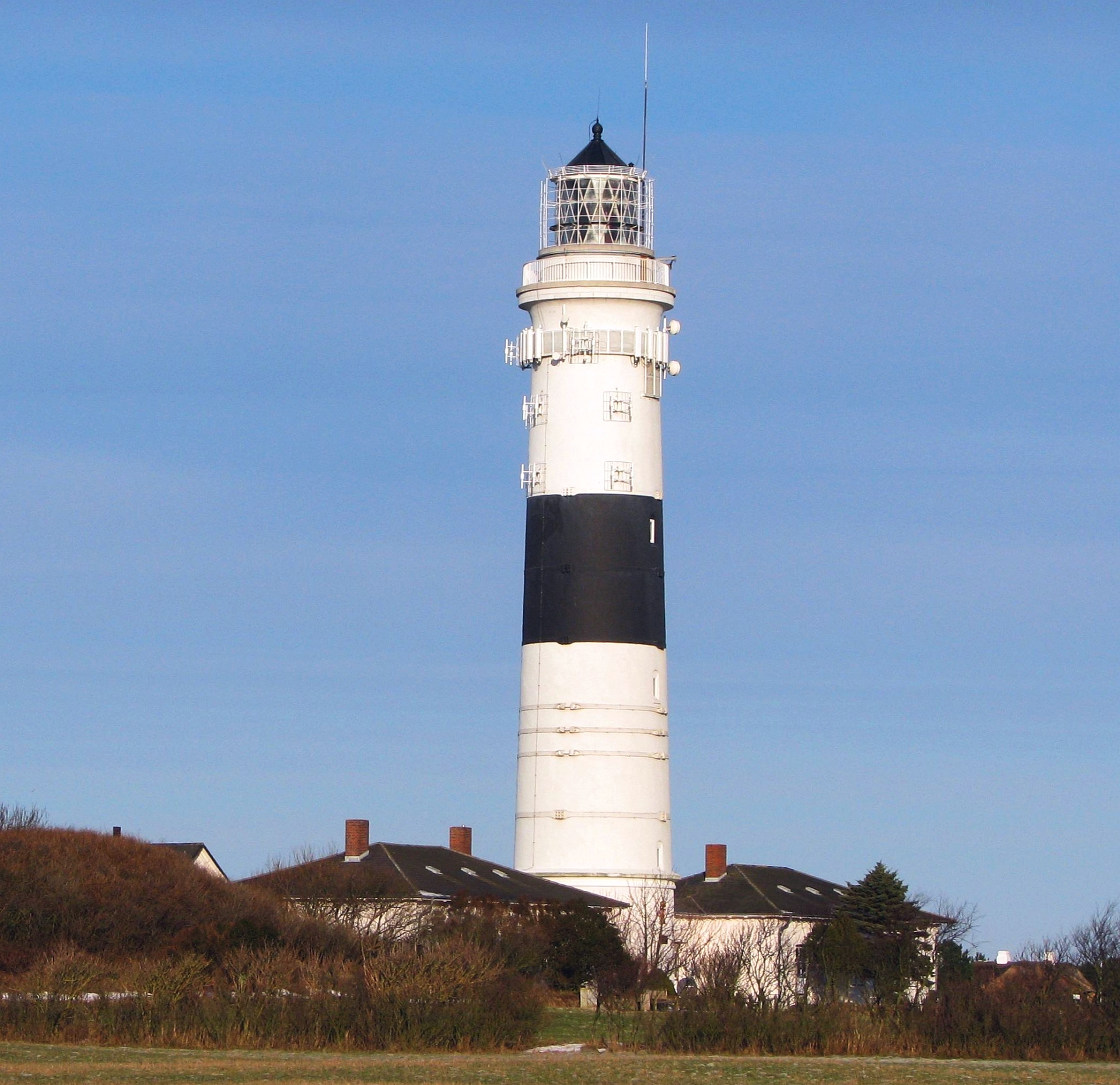
Leuchtturm Kampen in der Ansicht aus SSO

## In der Kunst
Aufgrund seiner markanten schwarz-weißen Farbgebung ist dieser Leuchtturm ein beliebtes Motiv in der Malerei. Neben weniger bekannten Künstlern haben auch Maler wie Ole West oder Hans Nordmann den Turm zum Motiv ihrer Werke gewählt.